# アッ＝ザアーイン
アッ＝ザアーイン（アラビア語: بلدية الظعاين、Al ZaainまたはAl Daayen）は、カタール東部にある行政区画。ドーハのすぐ北、アル＝ホールの南、ウンム・サラールの東に位置し、スマイスマやウンム・カルンなどの町がある。人口は、43,176人（2010年4月）。
ルサイル・インターナショナル・サーキットや、アル＝ホール空港がある。

## 隣接行政区画
- ドーハ基礎自治体
- ウンム・サラール
- アル＝ハウル